# 王引昌
王引昌（?—?），江蘇省揚州府甘泉縣人，清朝政治人物、進士出身。
光緒三年（1877年），参加丁丑科殿試，登進士二甲第116名。同年五月，改翰林院庶吉士。光绪六年四月，散館后，著以部属用